# Vietteania homochroma
Vietteania homochroma är en fjärilsart som beskrevs av Charles E. Rungs 1955. Vietteania homochroma ingår i släktet Vietteania och familjen nattflyn. Inga underarter finns listade i Catalogue of Life.